# Ashleigh Moolman
Ashleigh Moolman   (Pretòria, 9 de desembre de 1985) és una ciclista sud-africana, professional des del 2010. Actualment corre a l'equip AG Insurance - Soudal Quick-Step. Ha guanyat diferents campionats nacionals, tant en ruta com en contrarellotge. Ha participat en els Jocs Olímpics de 2012, 2016, 2020 i 2024.

## Palmarès
- 2011
  - Campiona d'Àfrica en ruta
  - 1a al 94.7 Cycle Challenge
- 2012
  - Campiona d'Àfrica en ruta
  - Campiona d'Àfrica en contrarellotge
  -  Campiona de Sud-àfrica en ruta
  - Vencedora d'una etapa al Tour de l'Ardecha
  - Vencedora d'una etapa al Tour del Free State
- 2013
  - Campiona d'Àfrica en ruta
  - Campiona d'Àfrica en contrarellotge
  -  Campiona de Sud-àfrica en ruta
  -  Campiona de Sud-àfrica en contrarellotge
  - 1a al Boels Rental Hills Classic
  - 1a al 94.7 Cycle Challenge
- 2014
  -  Campiona de Sud-àfrica en ruta
  -  Campiona de Sud-àfrica en contrarellotge
- 2015
  - Campiona d'Àfrica en ruta
  - Campiona d'Àfrica en contrarellotge
  - Campiona d'Àfrica en contrarellotge per equips
  -  Campiona de Sud-àfrica en ruta
  -  Campiona de Sud-àfrica en contrarellotge
  - 1a a l'Auensteiner-Radsporttage i vencedora d'una etapa
  - 1a al 94.7 Cycle Challenge
- 2016
  - 1a al Tour de Berna
  - 1a a l'Auensteiner-Radsporttage i vencedora d'una etapa
  - 1a al Giro de Toscana-Memorial Michela Fanini i vencedora de 2 etapes
- 2017
  -  Campiona de Sud-àfrica en contrarellotge
  - 1a a l'Emakumeen Euskal Bira i vencedora d'una etapa
  - 1a a La Classique Morbihan
  - 1a al Gran Premi de Plumelec-Morbihan
  - 1a al Giro de Toscana-Memorial Michela Fanini i vencedora d'una etapa
  - 1a al 94.7 Cycle Challenge
  - Vencedora d'una etapa al Gran Premi Elsy Jacobs
- 2018
  - 1a a La Classique Morbihan
  - 1a al Gran Premi de Plumelec-Morbihan
- 2019
  -  Campiona de Sud-àfrica en ruta
  - 1a a l'Emakumeen Nafarroako Klasikoa
  - 1a a la Taiwan KOM Challenge
  - Campiona als Jocs Panafricans en contrarellotge
- 2020
  -  Campiona de Sud-àfrica en ruta
  -  Campiona de Sud-àfrica en contrarellotge
- 2021
  - Vencedora d'una etapa al Giro d'Itàlia femení
- 2022
  - 1a al Tour de Romandia i vencedora d'una etapa
- 2023
  - Vencedora d'una etapa a la Setmana Ciclista Valenciana
  - 1a a la Emakumeen Saria
- 2024
  - Campiona d'Àfrica en ruta

### Resultats a les Grans Voltes

#### Giro d'Itàlia
- 2010: 17a posició
- 2011: 13a posició
- 2012: 10a posició
- 2013: 8a posició
- 2014: 13a posició
- 2015: 4a posició
- 2017: No surt (3a etapa)
- 2018: 2a posició
- 2019: 4a posició
- 2020: 6a posició
- 2021: 2a posició, vencedora de la 9a etapa
- 2025: 27a posició

#### Tour de França
- 2022: No surt (8a etapa)
- 2023: 6a posició

#### Volta a Espanya
- 2025: 15a posició